# Neil Postman
Neil Postman (New York, 8 marzo 1931 – New York, 5 ottobre 2003) è stato un sociologo statunitense, professore elementare, teorico dei mass media e critico della cultura contemporanea.
Per più di quarant'anni è stato professore associato dell'università di New York.
È famoso al pubblico soprattutto per il suo libro del 1985 sulla televisione intitolato Divertirsi da morire. Il discorso pubblico nell'era dello spettacolo.

## Biografia
Neil Postman nacque l'8 marzo 1931 a New York City da una famiglia di origini ebraiche. 
Nel 1953 si laureò alla “State University”  di New York. Successivamente, nel 1958, raggiunge il dottorato presso la “Columbia University”. Nel 1959 iniziò ad insegnare alla “New York University”, di cui fu presidente del Dipartimento di Cultura e Comunicazione dal 1993 fino al 2002, fondando, nel 1971, il corso da lui denominato “Media Ecology”.
Durante la sua lunga carriera accademica ha scritto diciotto libri, molti dei quali tradotti in diverse lingue,  centinaia di articoli per riviste e giornali (anche esteri). Ha collaborato con il New York Times, The Atlantic Monthly, Time Magazine, The Saturday Review, The Harvard Education Review, The Washington Post, Los Angeles Times, Stern, Le Monde.
All'estero è maggiormente conosciuto per il saggio “Amusing Ourselves to Death” (Divertirsi da morire) pubblicato nel 1985, tradotto in  otto lingue e che ha venduto più di duecentomila copie.
Colto da un male incurabile, Postman è morto a New York  il 5 ottobre del 2003, all'età di settantadue anni.

## Studi e carriera
Postman nacque a New York dove trascorse la maggior parte della sua vita. Nel 1953 si diplomò nell'Università Statale di New York a Fredonia.
Conseguì il master nel 1955 e il dottorato di ricerca nel 1958, entrambi presso la Columbia University. 
Nel 1959 iniziò ad insegnare presso l'Università di New York.
Nel 1971 fondò il programma di ecologia dei media presso la stessa università. Nel 1993 venne nominato professore universitario, e divenne direttore del dipartimento di cultura e comunicazione fino al 2002.
Tra i suoi studenti; Jib Fowles, Dennis Smith, e Paul Levinson.

### Il progettoMedia ecology
“Io mi considero un narratore (sezione non fiction), non avanzo alcuna pretesa di essere uno scienziato, non mi sento offeso se i miei saggi vengono definiti polemici”. ( “La scienza sociale come teologia morale”, 1988).
È con queste righe che, forse, è più opportuno presentare la figura di Neil Postman, studioso di sociologia della comunicazione o, secondo la denominazione della New York University, “Ecologia dei media”. Egli ha infatti passato buona parte della sua carriera accademica a studiare come i mass media influiscono sulle nostre forme  d'organizzazione sociale, sui nostri abiti mentali, sulle nostre concezioni politiche. Da qui il costante richiamo dell'ecologia dei media, primo grande parto postmaniano alla domanda lasciata in eredità da McLuhan: quali conseguenze sociali, culturali e politiche porta l'introduzione di una nuova tecnologia della comunicazione?

McLuhan sosteneva che ogni medium crea un ambiente e cambia il modo di pensare e di vivere delle persone che a quell'ambiente appartengono. Così è stato per l'invenzione della scrittura  o con l'invenzione della stampa; e analogo procedimento sta avvenendo, o più propriamente parlando è oggi già avvenuto, con l'introduzione della televisione e dei nuovi media. Sono queste le idee (domande) che, riprese sistematicamente da Postman in ogni suo scritto, possono meglio rappresentare il debito intellettuale nei confronti del professore di Toronto.